# Cuando te beso
Cuando te beso es el séptimo y último sencillo del sexto álbum de estudio de Juan Luis Guerra, Areito, lanzado en 1993 en Europa y en enero de 1994 en los Estados Unidos por Karen Records. El álbum también contiene otra versión del tema interpretada por la Orquesta Filarmónica de Santo Domingo. La canción alcanzó el puesto 28 en Billboard Hot Latin Tracks y Top 10 en el Airplay de Chile y Panamá. La pista recibe críticas positivas por parte de los críticos. Ramiro Burr de Austin American Statesman declaró que la pista es "una conmovedora historia de devoción". Robert Hilburn de Los Angeles Times escribió que la pista "tenía un trabajo de balada maravillosamente conmovedor".

## Lista de canciones
- España CD-Single (1993) [3]
  1. Cuando Te Beso - 3:28
  2. Cuando Te Beso (Directo Cascais '93) - 4:24

## Listas
| Listas (1993-1994)        | Posición |
| ------------------------- | -------- |
| Chile Airplay (UPI)       | 5        |
| Panamá Airplay (UPI)      | 8        |
| Billboard Hot Latin Songs | 28       |